# Tweede Silezische Oorlog

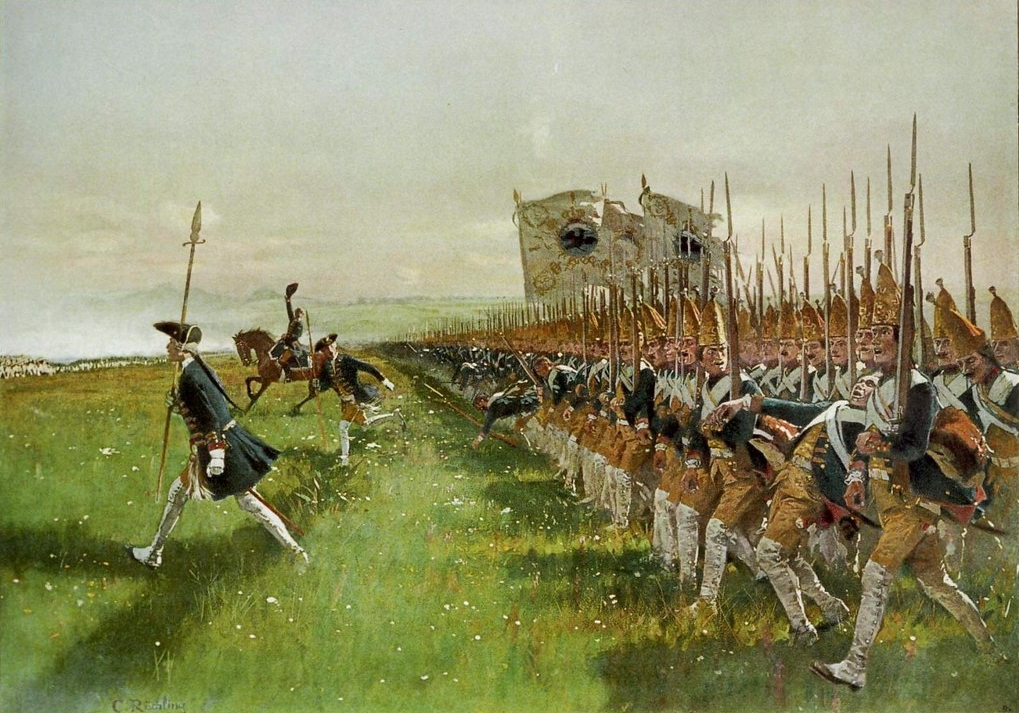
Slag bij Hohenfriedeberg, aanval van de Pruisische infanterie, 4 juni 1745

De Tweede Silezische Oorlog was een oorlog tussen het koninkrijk Pruisen en Oostenrijk. De oorlog duurde van 1744 tot 1745.
Tijdens de Eerste Silezische Oorlog (1740–1742) had Oostenrijk Silezië verloren aan Pruisen. De aartshertogin van Oostenrijk Maria Theresia droomde ervan Silezië terug te veroveren. Ze moest haar poging echter opgeven, nadat Frederik II doorslaggevende overwinningen had behaald bij Hohenfriedeberg en Kesseldorf. Silezië bleef bij Pruisen.
1740-'42: Eerste Silezische Oorlog ·
1740-'48: Oorlog van koning George ·
1741: Slag bij Mollwitz ·
1742: Slag bij Chotusitz ·
1743: Slag bij Dettingen ·
1744: Zeeslag bij Toulon ·
1744-'45: Tweede Silezische Oorlog ·
1744-'48: Eerste Karnataka Oorlog ·
1745: Slag bij Pfaffenhofen ·
1745: Slag bij Fontenoy ·
1745: Slag bij Hohenfriedeberg ·
1745: Slag bij Soor ·
1745: Slag bij Hennersdorf ·
1745: Slag bij Kesselsdorf ·
1746: Beleg van Brussel ·
1746: Slag bij Culloden ·
1746: Slag bij Piacenza ·
1746: Slag bij Rocourt ·
1747: Eerste zeeslag van Kaap Finisterre ·
1747: Slag bij Lafelt ·
1747: Beleg van Venlo ·
1747: Beleg van Bergen op Zoom ·
1747: Aanval op Steenbergen ·
1747: Tweede zeeslag van Kaap Finisterre ·
1748: Beleg van Maastricht ·
1748: Vrede van Aken